# Giuseppe Visconti
Pour les articles homonymes, voir Visconti.
Giuseppe Visconti (ou Joseph Vicecomes, Josephus Vicecomitis en latin) est un érudit et liturgiste italien, né à Milan vers 1570 et mort dans la même ville en 1633.

## Biographie
Le cardinal Federico Borromeo avait fondé à Milan en 1607 le collège Ambrosiano et la bibliothèque Ambrosienne, en 1609. Pour la rendre utile à tous, il a confié à différentes personnes savantes des thèmes de recherches. Giuseppe Visconti a étudié au collège Ambrosiano dont il a été reçu docteur en 1609, parmi les neuf premiers qui comprenaient aussi, Antonio Olgiati (1564-1631), de Lugano, qui a été un préfet de l'Ambrosienne, Antonio Salmazia, Giuseppe Ripamonti, Antonio Giggei, Benedetto Sossago, Francesco Collio, Antonio Rusca et Francesco Bernardino Ferrari. Giuseppe Visconti a eu à étudier les rites ecclésiastiques.
Il s'est adonné avec soins à cette matière et à composer plusieurs livres sur les cérémonies des sacrements. Le premier est celui consacré aux anciens rites et cérémonies du baptême (republié à Paris en 1618), divisé en cinq livres :
- le premier livre est sur les noms du baptême, les baptistaires, l'eau baptismale, le temps, le lieu, le ministre du baptême, les parrains et les témoins ;
- le deuxième livres est sur les catéchumènes,
- le troisième traite des compétents et des élus,
- le quatrième a pour sujet les cérémonies de l'administration du baptême,
- le dernier livre est sur les cérémonies qui suivent le baptême.
Son deuxième traité est sur les cérémonies du sacrement de confirmation, divisé en deux livres, dédié au cardinal Cobellucci, publié à Milan en 1618.
Le troisième traité porte sur les anciens rites de la messe divisé en cinq livres. Les deux premiers traitent de ce qui précède la messe, le troisième des différentes messes, les quatrième et cinquième livres, sont sur les parties et cérémonies de la messe.

## Publications
- Observationes ecclesiasticae, Milan, 1615-1626, publié en quatre tomes, Milan, 1615, tome 1, Paris, 1618, tome 1, tome 3, Milan, 1626, tome 4
- Quibus veteres confirmationis cæremoniæ demonstrantur, Milan, 1618 (lire en ligne)